# 澤托 (喬治亞州)
澤托（英語：Zetto）是位於美國喬治亞州克萊縣的一個非建制地區。該地的面積和人口皆未知。

## 地理
澤托的座標為31°35′37″N 84°56′13″W / 31.59361°N 84.93694°W，而該地的平均海拔高度為117米（即384英尺）。